# Ґадув
Ґадув (пол. Gadów) — село в Польщі, у гміні Мицелін Каліського повіту Великопольського воєводства.
Населення — 325 осіб (2011).
У 1975-1998 роках село належало до Каліського воєводства.

## Демографія
Демографічна структура станом на 31 березня 2011 року:
|          | Загалом | Допрацездатний вік | Працездатний вік | Постпрацездатний вік |
| -------- | ------- | ------------------ | ---------------- | -------------------- |
| Чоловіки | 165     | 35                 | 109              | 21                   |
| Жінки    | 160     | 35                 | 94               | 31                   |
| Разом    | 325     | 70                 | 203              | 52                   |